# Gratitud

Bandera de Estados Unidos con "merci", la palabra francesa para "gracias", escrito en ella, colocada delante de una cruz en el Cementerio Estadounidense de Normandía.

La gratitud es un sentimiento, emoción o actitud de reconocimiento de un beneficio que se ha recibido o recibirá. 
La experiencia de la gratitud ha sido históricamente un foco de varias religiones del mundo, y ha sido tratada de forma extensa por filósofos de la moral como Adam Smith.
El estudio sistemático de la gratitud dentro de la psicología no comenzó hasta aproximadamente el año 2000, posiblemente porque la psicología ha estado tradicionalmente más centrada en la comprensión de sentimientos desagradables que en entender las emociones positivas. Sin embargo, con la llegada de la psicología positiva, la gratitud ha pasado a formar parte del estudio de la psicología convencional. El estudio de la gratitud dentro de la psicología se ha centrado en la comprensión de la experiencia a corto plazo de la emoción de la gratitud (el estado de gratitud), las diferencias individuales en la frecuencia con que la gente siente gratitud (los rasgos de gratitud), y la relación entre estos dos aspectos.

## Comparación con deuda moral
La gratitud no es lo mismo que la deuda moral. Aunque ambas emociones se producen después de recibir una ayuda, la deuda moral se produce cuando una persona percibe que tiene la obligación de compensar dicha ayuda. Las dos emociones conducen a diferentes acciones, la de deuda moral puede motivar a los receptores de la ayuda a evitar a la persona que les ha ayudado, mientras que la gratitud puede motivar al receptor a buscar a su benefactor y mejorar su relación con él.

## Como motivador del comportamiento
La gratitud también puede servir para reforzar las relaciones sociales futuras de los benefactores. Por ejemplo, un experimento demostró que los clientes de una tienda de joyas a los que se les llamó y se les dio las gracias, incrementaron en un 70% las compras. En comparación, los clientes a los que se dio las gracias y se les habló de otra venta, solo mostraron un incremento del 30% en las compras, y los clientes que no fueron llamados no mostraron ningún aumento. En otro estudio, los clientes habituales de un restaurante daban mayores propinas cuando los camareros escribían "Gracias" en sus facturas.

## Principales enfoques teóricos
El vínculo entre la espiritualidad y la gratitud se ha convertido recientemente en un tema popular de estudio. Si bien estas dos características no son ciertamente dependientes la una de la otra, los estudios han encontrado que la espiritualidad, que no en la religión, aunque ambos no están reñidos, es capaz de mejorar la capacidad de una persona para estar agradecida siendo más propensa a tener un mayor sentido de gratitud en todos los ámbitos de la vida. La gratitud está vista como una tendencia humana muy apreciada entre musulmanes, cristianos, budistas, judíos, e hindúes. La oración con gratitud a Dios es un tema común en dichas religiones y por lo tanto, el concepto de gratitud impregna los textos religiosos, las enseñanzas y tradiciones. Por esta razón, es una de las emociones más comunes que las religiones aspiran a provocar y mantener en sus seguidores y se considera como un sentimiento religioso universal.

### Visión judía
En el judaísmo, la gratitud es una parte esencial del acto de culto y forma parte de todos los aspectos de la vida del creyente. De acuerdo con la visión del mundo hebreo, todas las cosas vienen de Dios y debido a esto, la gratitud es extremadamente importante para los seguidores del judaísmo. Dos ejemplos que se incluyen en el Libro de los Salmos son: "Señor, Dios mío, voy a dar gracias a ti por siempre", y "Voy a dar gracias al Señor con todo mi corazón" (Sal. 30:12;. Salmo 9:1). Las plegarias judías también suelen incorporar gratitud, empezando por el Shemá, donde el creyente profesa su gratitud, "Amarás al Eterno, tu Dios, con todo tu corazón, con toda tu alma y con todas tus fuerzas" (Deuteronomio 6:5). La oración conclusiva, el Aleinu, también habla de la gratitud, agradeciendo a Dios por el destino particular del pueblo judío. Junto con estas oraciones, los fieles adoradores recitan más de cien bendiciones llamadas berakhots a lo largo del día.

### Visión cristiana
Se ha dicho que la gratitud moldea y da forma a la vida cristiana. Martín Lutero se refirió a la gratitud como "la actitud básica cristiana" y hoy en día todavía se la menciona como "el corazón del evangelio." Dado que los cristianos creen que han sido creados por un Dios personal, se les recomienda alabar a su creador. En la gratitud cristiana, a Dios se le ve como el dador generoso de todas las cosas buenas y debido a esto, hay un gran vínculo de compartir entre cristianos, la configuración de todos los aspectos de la vida de un creyente. La gratitud en el cristianismo es un reconocimiento de la generosidad de Dios que inspira a los cristianos a dar forma a sus propios pensamientos y acciones en torno a tales ideales. La gratitud cristiana no se ve como un mero sentimiento, sino como una virtud que da forma no solo las emociones y pensamientos, sino también a acciones y hechos. Según el teólogo protestante Jonathan Edwards en su “A Treatise Concerning Religious Affections”, el amor y la gratitud hacia Dios están entre los signos de la verdadera religión. Debido a esta interpretación, las tendencias modernas de espiritualidad religiosa incluyen evaluaciones de agradecimiento y gratitud hacia Dios. 
Allport (1950) sugiere que las intenciones religiosas maduras provienen de los sentimientos de profunda gratitud y Edwards afirmó que el "sentimiento" de gratitud es una de las maneras más precisas de encontrar la presencia de Dios en la vida de una persona. En un estudio realizado por Samuels y Lester (1985) se encontró que en una pequeña muestra de monjas y sacerdotes católicos, el amor y la gratitud fueron las emociones hacia Dios más experimentadas, de un grupo de 50 emociones distintas.

### Visión islámica
El libro islámico, el Corán, está lleno de la idea de la gratitud. El islam alienta a sus seguidores a ser agradecidos y dar gracias a Dios en todas las circunstancias. La enseñanza islámica insiste en la idea de que aquellos que sean agradecidos serán recompensados con grandes placeres. Un dicho islámico tradicional afirma que: "Los primeros en ser convocados al paraíso son los que han alabado a Dios en todas las circunstancias,+ç++
.  En el Corán también se afirma en la Sura 14, que a los que sean agradecidos, Dios les dará mayores placeres. El profeta Mahoma también dijo: "La gratitud por la abundancia que se ha recibido es la mejor garantía de que la abundancia va a continuar." Muchas de las prácticas de la fe islámica también están destinadas a fomentar la gratitud. El pilar del Islam, llamando a la oración diaria anima a los creyentes a orar a Dios cinco veces al día con el fin de darle las gracias por su bondad. El pilar del ayuno durante el mes de Ramadán se hace con el propósito de colocar al creyente en un estado de gratitud.

## Diferencias individuales
Gran parte de la  reciente investigación psicológica sobre la gratitud se ha centrado en la naturaleza de las diferencias individuales en la gratitud, y las consecuencias de ser una persona más o menos agradecida. Se han desarrollado tres escalas para medir las diferencias individuales en la gratitud, cada uno de ellas realiza la evolución de un modo algo diferente. El GQ6 mide las diferencias individuales en la frecuencia e intensidad en la que la gente siente gratitud. La escala de apreciación mide 8 aspectos distintos de la gratitud: la valoración de las personas, las posesiones, el momento presente, los rituales, la sensación de sobrecogimiento, las comparaciones sociales, las preocupaciones existenciales, y el comportamiento con que se expresa la gratitud. El GRAT evalúa la gratitud hacia los demás, la gratitud hacia el mundo en general, y la falta de resentimiento por lo que no se tiene. Un estudio reciente mostró que cada una de estas escalas están midiendo una misma manera de enfocar la vida, lo que sugiere que las diferencias individuales en la gratitud incluyen todos estos componentes.

## Hallazgos empíricos

### Relación con el bienestar
Una gran cantidad de trabajos recientes han sugerido que las personas que son más agradecidas tienen un mayor nivel de bienestar subjetivo. Las personas agradecidas son más felices, se sienten menos deprimidas, menos estresadas  más satisfechas con sus vidas y sus relaciones sociales. Las personas agradecidas también tienen mayores niveles de control de sus circunstancias, crecimiento personal, propósito en la vida, y aceptación de uno mismo.
Las personas agradecidas tienen formas más positivas de lidiar con las dificultades que experimentan en la vida, siendo más propensos a buscar ayuda de otras personas, reinterpretar y aprender de la experiencia, y dedicar más tiempo a la planificación de cómo lidiar con el problema. Las personas agradecidas también tienen menos estrategias negativas de afrontar problemas, siendo menos probable que traten de eludir los problemas, negar que existan, culparse a sí mismos, o hacer frente a ellos a través del uso de sustancias. La gente agradecida duerme mejor, y esto parece ser debido a que tienen menos pensamientos menos negativos justo antes de irse a dormir.
Se ha dicho que la gratitud está mucho más relacionada con la salud mental que cualquier otro rasgo de carácter. Numerosos estudios sugieren que las personas agradecidas son más propensas a tener niveles más altos de felicidad y menores niveles de estrés y depresión. En un estudio sobre la gratitud, se asignó aleatoriamente a los participantes una de las intervenciones terapéuticas diseñadas para mejorar la calidad general de vida (Seligman et. all., 2005). De todos estos métodos, se encontró que el  que tenía mayores efectos a corto plazo provenía de una "tarjeta de gratitud", donde los participantes escribieron y entregaron una carta de agradecimiento a alguien en su vida. Este procedimiento demostró un aumento en las puntuaciones de felicidad en un 10% y una caída significativa en las puntuaciones de depresión, resultados que se prolongaron hasta un mes después de la visita. De los seis procedimientos, el que tuvo más efectos a largo plazo fue el de escribir "diarios de gratitud", donde pidió a los participantes que anotaran todos los días tres cosas por las que estuvieran agradecidos. Las puntuaciones de felicidad de estos participantes también aumentaron y continuaron aumentando a medida que se realizaban exámenes periódicos después del experimento. De hecho, se encontró que los mayores beneficios por lo general solían ocurrir aproximadamente seis meses después de comenzar el tratamiento. Este ejercicio tuvo tanto éxito que, aunque a los participantes solo se les pidió seguir con el diario durante una semana, muchos de los participantes continuaron realizándolo mucho tiempo después de que el estudio había terminado. Se han encontrado resultados similares en estudios de Emmons and McCullough (2003) y Lyubomirsky et. all. (2005).
Aunque hay muchas emociones y rasgos de la personalidad que son importantes para el bienestar, hay evidencias de que la gratitud puede ser de una importancia excepcional. En primer lugar, un estudio longitudinal mostró que las personas que estaban más agradecidas pudieron enfrentar mejor un cambio de vida. En concreto, las personas que eran más agradecidas antes del cambio estaban menos estresadas, menos deprimidas y más satisfechas con sus relaciones después de tres meses. En segundo lugar, dos estudios recientes han sugerido que la gratitud puede tener una relación única con el bienestar, y puede explicar los aspectos del bienestar que otros rasgos de personalidad no pueden. Ambos estudios mostraron que la gratitud era capaz de explicar más el bienestar que los Cinco grandes y 30 de los más importantes estudios de rasgos de personalidad.
Así mismo, la gratitud está íntimamente asociada a aspectos fundamentales de la salud en el final de la vida. Varios estudios demuestran la relación existente entre la experiencia de gratitud y la medicina paliativa. Los pacientes y familiares de estos al recibir cuidados paliativos agradecen y valoran especialmente unos cuidados humanizados y la disponibilidad del equipo paliativo. El componente relacional del cuidado emerge como un punto clave de una experiencia de cuidados de calidad y gratificante, que bien pudiera convertirse en un indicador de los propios cuidados paliativos.

### Relación con el altruismo
La gratitud también ha demostrado servir para aumentar la tendencias de una persona al altruismo. Un estudio realizado por David DeSteno y Mónica Bartlett (2010) encontró que la gratitud se relaciona con la generosidad económica. A partir de estos resultados, este estudio muestra que las personas amables son más propensas a sacrificar las ganancias individuales para el beneficio común (DeSteno & Bartlett, 2010). Un estudio realizado por McCullough, Emmons, y Tsang, (2002) encontró correlaciones similares entre la gratitud y la empatía, la generosidad y amabilidad.

### Intervenciones psicológicas
Teniendo en cuenta que la gratitud parece ser un factor determinante en el bienestar de las personas, se han desarrollado varias intervenciones psicológicas  para aumentar la gratitud. Por ejemplo, Watkins y sus compañeros pidieron a unos participantes probar una serie de ejercicios de gratitud diferentes, tales como pensar en una persona viva por quien sintieran gratitud, escribir sobre alguien de quien se sintieran agradecidos o escribir una carta para entregarla a una persona por la que se sintiera gratitud. Más tarde se pidió a los participantes del grupo de control que describieran su sala de estar. Los participantes que habían realizado un ejercicio de gratitud mostraron aumentos en sus experiencias de emoción positiva inmediatamente después del ejercicio, y este efecto fue mayor para los participantes a los que se les pidió pensar en una persona de la que estaban agradecidos. Los participantes que tenían personalidades agradecidas desde un primer momento, mostraron un mayor beneficio de estos ejercicios de gratitud.

## Conclusiones
Según Cicerón, "la gratitud no es solo la más grande de las virtudes, sino la madre de todas las demás." Múltiples estudios han demostrado la correlación entre la gratitud y el aumento de bienestar no solo para el individuo, sino para todas las personas involucradas. El movimiento de la psicología positiva ha adoptado estos estudios y, en un esfuerzo por aumentar el bienestar general, ha comenzado a hacer un esfuerzo para incorporar ejercicios para aumentar la gratitud en el movimiento. Aunque en el pasado la gratitud ha sido descuidada por la psicología, en los últimos años se ha avanzado mucho con respecto al estudio de la gratitud y sus efectos positivos.

## Lectura complementaria
- Balduin Schwarz (2004). Del agradecimiento. Encuentro. ISBN 9788474907322.

- Datos: Q2728730
- Multimedia: Gratitude / Q2728730
- Citas célebres: Gratitud